# Bréguet Bre 460
Il Bréguet Bre 460, citato anche come Bréguet 460 e Bréguet Br.460, fu un bombardiere medio-leggero bimotore ad ala bassa sviluppato dall'azienda francese Breguet nei tardi anni trenta e rimasto allo stadio di prototipo.
Sottoposto alla valutazione delle autorità militari francesi non riuscì ad esprimere prestazioni soddisfacenti, tuttavia il progetto non venne abbandonato e un suo successivo sviluppo, il Bre 462, venne acquistato dalla Spagna repubblicana e utilizzato durante la Guerra civile spagnola.

## Storia del progetto
Con l'istituzione in Francia dell'aeronautica militare come forza armata indipendente, furono recepite le teorie espresse dall'italiano Giulio Douhet sulla dotazione di un velivolo polivalente in grado di effettuare missioni di bombardamento diurne e notturne o di ricognizione a lungo raggio. Un simile modello, grazie ad un'elevata velocità e un equipaggiamento bellico basato su un consistente carico di bombe e protetto da tutti i lati da numerose postazioni dotate di mitragliatrici da difesa, avrebbe dovuto garantire una supremazia tattica relegando esercito e marina a compiti essenzialmente difensivi. In base a tali esigenze, nel 1928 il Service technique Aéronautique (STAé) emanò delle specifiche per la fornitura di un velivolo da combattimento polivalente denominato M4, tuttavia nell'ottobre 1933, il Ministère de l'Air sostituì le specifiche del 1930 con le nuove finalizzate ad un velivolo multiruolo, il BCR (Bombardement, Chasse, Reconnaissance), ovvero Bombardiere, Caccia, Ricognitore.
Per rispondere a queste ultime specifiche gli uffici tecnici di nove aziende nazionali iniziarono ad elaborare dei progetti adatti allo scopo, che alla fine si concretizzarono in otto modelli di cui quattro risultarono interessare i vertici della neoistituita Armée de l'air, il Bréguet 460, il Farman F.420, il Bloch MB 130 e, ultimato in extremis, il Potez 540.

## Utilizzatori
Francia
- Armée de l'air